# Fogaras (comitat)
Le comitat de Fogaras (Fogaras vármegye en hongrois, comitatul Făgăraș en roumain, Komitat Fogarasch en allemand, comitatus Fogarasensis en latin) est un ancien comitat du royaume de Hongrie qui a existé après 1867 et jusqu'en 1918. Son chef-lieu était la ville de Făgăraș, en hongrois Fogaras, de nos jours située dans le județ de Brașov, en Roumanie.

## Géographie
Le comitat de Fogaras avait une superficie de 2 444 km2 pour une population de 95 174 habitants (densité : 38,9 hab/km2). Il s'étendait dans la vallée de l'Olt et dans les Carpates du sud (Monts Făgăraș et Monts Bucegi).
Il était limité au nord par le comitat de Nagy-Küküllő, à l'est par le comitat de Brassó, au sud par le royaume de Roumanie et à l'ouest par le comitat de Szeben.

## Histoire
Mentionné au XIIIe siècle, cet ancien joupanat valaque de la principauté de Transylvanie a existé entre le XIIIe siècle et 1711 lorsqu'il disparaît lors de l'établissement des nouveaux Bezirke par l'empereur Charles III d'Autriche ; après 1867 il est constitué en comitat de la couronne hongroise à la suite du Compromis austro-hongrois qui supprime la principauté de Transylvanie. En décembre 1918, il est intégré au royaume de Roumanie, ce qui fut confirmé par le traité de Trianon en 1920. Il est devenu alors le județ de Făgăraș.
Il a cessé d'exister le 6 septembre 1950, à la suite de la réforme administrative communiste du territoire de la Roumanie. L'ancien județ de Făgăraș est alors englobé dans la région de Staline, ensuite devenue région de Brașov. Lors du rétablissement des județe en 1968, la plus grande partie du territoire de l'ancien comitat de Făgăraș a été intégrée au județ de Brașov, la partie ouest rejoignant le județ de Sibiu.

## Subdivisions
Le comitat de Fogaras était composé d'un district urbain et de quatre districts ruraux.
| District | Chef-lieu |
| -------- | --------- |
| Fogaras  | Fogaras   |

| District                  | Chef-lieu |
| ------------------------- | --------- |
| Alsóárpás (Arpașu de Jos) | Alsóárpás |
| Fogaras (Făgăraș)         | Fogaras   |
| Sárkány (Șercaia)         | Sárkány   |
| Törcsvár (Zărnești)       | Zernest   |

## Démographie
En 1900, le comitat comptait 92 801 habitants dont 83 445 Roumains (89,92 %), 5 159 Hongrois (5,56 %) et 3 627 Allemands (3,91 %).
En 1910, le comitat comptait 95 174 habitants dont 84 436 Roumains (88,72 %), 6 466 Hongrois (6,79 %) et 3 236 Allemands (3,40 %).